# Adelin Benoît
Pour les articles homonymes, voir Benoît.
Adelin Benoît, né le 12 mai 1900 à Châtelet et mort le 18 juin 1954 dans la même localité, est un coureur cycliste belge. Professionnel de 1924 à 1932, il a notamment remporté Bordeaux-Paris en 1926, et quatre étapes du Tour de France. Il a porté le maillot jaune du Tour de France 1925 pendant 5 jours.

## Palmarès
- 1920
  - Grand Prix François-Faber
- 1921
  - 2e de Bruxelles-Liège
  - 3e de Bruxelles-Luxembourg-Mondorf
- 1922
  - 2e étape du Tour de Belgique indépendants
- 1923
  -  Champion de Belgique des indépendants
  - Bruxelles-Liège
  - 2e étape du Tour de Belgique indépendants
- 1924
  - Circuit du Midi :
    - Classement général
    - 1re étape

  - 2e de Liège-Bastogne-Liège
  - 3e du Tour de Belgique
  - 9e de Paris-Roubaix
- 1925
  - 8e étape du Tour de France
  - 2e de Paris-Bruxelles
  - 3e du Tour de la province de Milan
  - 3e du GP Wolber
  - 6e de Paris-Roubaix
- 1926
  - Bordeaux-Paris
  - 5e étape du Tour de France
  - 10e de Paris-Roubaix
- 1927
  - 9e et 18e étapes du Tour de France
  - 2e de Bordeaux-Paris
  - 3e du Circuit de Champagne
  - 5e de Paris-Roubaix
  - 5e du Tour de France
- 1928
  - 2e du championnat de Belgique de demi-fond
- 1929
  - 2e du championnat de Belgique de demi-fond
- 1930
  - 2e du championnat de Belgique de demi-fond

## Résultats sur le Tour de France
3 participations 
- 1925 : 12e, vainqueur de la 8e étape,  maillot jaune pendant 5 jours
- 1926 : abandon (10e étape), vainqueur de la 5e étape
- 1927 : 5e, vainqueur des 9e et 18e étapes